# Ramadán (mes del calendario)
Este artículo es sobre el mes de ramadán. Sobre la celebración, véase Ramadán, sobre la práctica del ayuno realizada en dicho mes, véase el artículo Pilares del islam
Ramadán (en árabe رَمَضَان ramaḍān) es el noveno mes del calendario musulmán, conocido internacionalmente por ser el mes en el que los musulmanes por su fe y por sus creencias practican el ayuno diario desde el alba hasta que se pone el sol.

## Calendario musulmán
Los meses del calendario musulmán son doce:
1. Muharram
2. Safar
3. Rabi' al-Awwal
4. Rabi' al-Thani
5. Yumada al-Wula
6. Yumada al-Thania
7. Rayab
8. Sha'abán
9. Ramadán
10. Shawwal
11. Du ul-Qa'da
12. Du ul-Hiyya

## Coincidencia con el calendario gregoriano
El calendario islámico es lunar. Los meses comienzan cuando es visible el primer cuarto creciente después de la luna nueva, es decir, un par de días después de esta. El año en el calendario lunar es 11 días más corto que en el calendario solar, por lo que las fechas del calendario musulmán no coinciden todos los años con las fechas del calendario gregoriano, de uso occidental, dando la impresión de que el año musulmán se desplaza sobre el año cristiano. Las fechas en las que ha caído y caerán los meses de ramadán han sido y serán:
| Ramadán de 1990 a 1999 |           |                 |               |
| AH                     | AD        | Comienzo        | Fin           |
| 1410                   | 1990      | 27 de marzo     | 25 de abril   |
| 1411                   | 1991      | 17 de marzo     | 15 de abril   |
| 1412                   | 1992      | 6 de marzo      | 4 de abril    |
| 1413                   | 1993      | 23 de febrero   | 24 de marzo   |
| 1414                   | 1994      | 12 de febrero   | 13 de marzo   |
| 1415                   | 1995      | 1 de febrero    | 2 de marzo    |
| 1416                   | 1996      | 21 de enero     | 19 de febrero |
| 1417                   | 1997      | 10 de enero     | 8 de febrero  |
| 1418                   | 1997-98   | 31 de diciembre | 29 de enero   |
| 1419                   | 1998-99   | 20 de diciembre | 18 de enero   |
| 1420                   | 1999-2000 | 9 de diciembre  | 8 de enero    |

| Ramadán de 2000 a 2009 |      |                  |                  |
| AH                     | AD   | Comienzo         | Fin              |
| 1421                   | 2000 | 27 de noviembre  | 27 de diciembre  |
| 1422                   | 2001 | 16 de noviembre  | 16 de diciembre  |
| 1423                   | 2002 | 6 de noviembre   | 5 de diciembre   |
| 1424                   | 2003 | 26 de octubre    | 25 de noviembre  |
| 1425                   | 2004 | 15 de octubre    | 14 de noviembre  |
| 1426                   | 2005 | 4 de octubre     | 3 de noviembre   |
| 1427                   | 2006 | 24 de septiembre | 23 de octubre    |
| 1428                   | 2007 | 13 de septiembre | 13 de octubre    |
| 1429                   | 2008 | 1 de septiembre  | 1 de octubre     |
| 1430                   | 2009 | 22 de agosto     | 20 de septiembre |

| Ramadán de 2010 a 2019 |      |              |                  |
| AH                     | AD   | Comienzo     | Fin              |
| 1431                   | 2010 | 11 de agosto | 10 de septiembre |
| 1432                   | 2011 | 1 de agosto  | 30 de agosto     |
| 1433                   | 2012 | 20 de julio  | 19 de agosto     |
| 1434                   | 2013 | 10 de julio  | 8 de agosto      |
| 1435                   | 2014 | 28 de junio  | 28 de julio      |
| 1436                   | 2015 | 18 de junio  | 17 de julio      |
| 1437                   | 2016 | 6 de junio   | 6 de julio       |
| 1438                   | 2017 | 27 de mayo   | 25 de junio      |
| 1439                   | 2018 | 17 de mayo   | 15 de junio      |
| 1440                   | 2019 | 6 de mayo    | 4 de junio       |

- Ramadán del año 1441 de la Hégira: del 24 de abril al 24 de mayo de 2020.
- Ramadán del año 1442 de la Hégira: del 13 de abril al 12 de mayo de 2021.
- Ramadán del año 1443 de la Hégira: del 3 de abril al 2 de mayo de 2022.
- Ramadán del año 1444 de la Hégira: del 22 de marzo al 21 de abril de 2023.
- Ramadán del año 1445 de la  Hégira: del 11 de marzo al 9 de abril de 2024
- Ramadán del año 1446 de la  Hégira: del 28 de febrero al 29 de marzo de 2025

Determinar con exactitud cuándo comienza el ramadán es importante de cara al cumplimiento de las obligaciones religiosas asociadas a este mes. Muchos musulmanes insisten en seguir la tradición de marcar el inicio del ramadán a simple vista, es decir, escudriñando el cielo hasta percibir el primer creciente después de la luna nueva. Otros se guían por la fecha y hora calculada de antemano para cada zona o esperan el anuncio oficial de algún organismo islámico.